# Premio Regina Elena
Il Premio Regina Elena è una gara ippica italiana. La corsa ha luogo all'ippodromo delle Capannelle di Roma ogni anno, tra aprile e maggio, con un percorso lungo 1.600 metri. Il Premio Regina Elena sono le nostre 1000 ghinee, e nacquero nel 1907 e prese questo nome come omaggio alla Regina Elena consorte di Vittorio Emanuele terzo e dunque regina d'Italia in quegli anni. Tra le grandi campionesse vincitrici di questa corsa ricordiamo Nogara (madre di Nearco), Jacopa del Sellaio che vinse anche il Derby come Archidamia, poi Bernina , Astolfina, Saccaroa, un doppio sfiorato da Tadolina mentre altre grandi femmine sono state Tokamura, Dossa Dossi, Angela Rucellai, Rossellina sorella di Ribot, Dolina, Ninabella e Alibella, La Zanzara, Miss Secreto, Atoll, Aranvanna e non solo ovviamente. Nicole Pharly nel 1997, Cherry Collect nel 2012 e Shavasana nel 2023 sono le ultime cavalle a vince il Regina Elena e poi le Oaks d'Italia.

## Vincitori dal 1986
| Anna | Vincitore          | Fantino              | Allenatore          | Padrone                  | Tempo   |
| 1986 | Danzica            | Willie Carson        | Emilio Borromeo     | Emilio Borromeo          | 1:40.8  |
| 1987 | Fedora Grey        | Gianfranco Dettori   | Alduino Botti       | Scuderia SIBA            | 1:40.3  |
| 1988 | Lonely Bird        | Luca Sorrentino      | not found           | The Green Valley Srl     | 1:43.9  |
| 1989 | Miss Secreto       | Steve Cauthen        | John Dunlop         | Allevamento White Star   | 1:42.1  |
| 1990 | Atoll              | Gary W. Moore        | Barry Hills         | Scuderia AJB             | 1:42.9  |
| 1991 | Arranvanna         | Eddie Maple          | Armando Renzoni     | Scuderia AJB             | 1:42.6  |
| 1992 | Treasure Hope      | Willie Supple        | Jim Bolger          | Int. Marketing Co Spa    | 1:38.5  |
| 1993 | Ancestral Dancer   | Michael Hills        | Michael Bell        | Innlaw Racing            | 1:39.9  |
| 1994 | Erin Bird          | Edmondo Botti        | Giuseppe Botti      | Scuderia SIBA            | 1:40.0  |
| 1995 | Olimpia Dukakis    | Giovanni Forte       | Giuseppe Botti      | Scuderia SIBA            | 1:39.1  |
| 1996 | Beauty to Petriolo | Maurizio Pasquale    | Luigi Camici        | Scuderia Ri-Ma           | 1:39.3  |
| 1997 | Nicole Pharly      | Frankie Dettori      | Alberto Verdesi     | Scuderia Blu Horse       | 1:39.1  |
| 1998 | Sopran Londa       | Mirco Demuro         | Luigi Camici        | Az. Agricola San Uberto  | 1:42.4  |
| 1999 | Shenck             | Sylvain Guillot      | Bruno Grizzetti     | Scuderia Il Poggio       | 1:43.6  |
| 2000 | Xua                | Massimiliano Tellini | Bruno Grizzetti     | Scuderia Sagittario      | 1:40.0  |
| 2001 | Bugia              | Maurizio Pasquale    | Lorenzo Brogi       | Scuderia Nordovest       | 1:38.5  |
| 2002 | Sadowa             | Mirco Demuro         | Bruno Grizzetti     | Scuderia Blueberry       | 1:38.5  |
| 2003 | Golden Nepi        | Dario Vargiu         | Giuliano Fratini    | Scuderia Golden Horse    | 1:40.2  |
| 2004 | Rumba Loca         | Dario Vargiu         | Bruno Grizzetti     | Scuderia Mack Ferrer     | 1:42.6  |
| 2005 | Silver Cup         | Marco Monteriso      | Alduino Botti       | Martin S. Schwartz       | 1:37.2  |
| 2006 | Windhuk            | Stefano Landi        | Pierluigi Giannotti | Pierluigi Giannotti      | 1:37.0  |
| 2007 | Lokaloka           | Dario Vargiu         | Bruno Grizzetti     | Razza del Terminillo     | 1:35.8  |
| 2008 | Love of Dubai      | Darryll Holland      | Clive Brittain      | Mohammed Al Shafar       | 1:37.1  |
| 2009 | My Sweet Baby      | Carlo Fiocchi        | Riccardo Menichetti | Scuderia Razza dell'Olmo | 1:38.3  |
| 2010 | Evading Tempete    | Jean-Bernard Eyquem  | François Rohaut     | Mouknass / Forde         | 1:38.3  |
| 2011 | Stay Alive         | Dario Vargiu         | Bruno Grizzetti     | Scuderia Vittadini       | 1:39.6  |
| 2012 | Cherry Collect     | Fabio Branca         | Stefano Botti       | Scuderia Effevi          | 1:38.0  |
| 2013 | Dancer Destination | Dario Vargiu         | Bruno Grizzetti     | Scuderia Blueberry       | 1:37.96 |
| 2014 | Vague Nouvelle     | Mirco Demuro         | Raffaele Biondi     | Incolix                  | 1:42.52 |
| 2015 | Sound Of Freedom   | Cristian Demuro      | Stefano Botti       | Scuderia Effevi          | 1:38.20 |
| 2016 | Conselice          | Silvano Mulas        | Stefano Botti       | Stefano Botti            | 1:36.40 |
| 2017 | Mi Raccomando      | Fabio Branca         | Stefano Botti       | Scuderia Effevi          | 1:36.10 |
| 2018 | Act Of War         | Antonio Fresu        | Endo Botti          | Dioscuri                 | 1:36.60 |
| 2019 | Fullness Of Life   | Gerald Mosse         | Alduin Botti        | Scuderia New Age         | 1:35.90 |
| 2020 | Granatina          | Pasquale Borrelli    | Andrea Renzi        | Fabio Antonini           | 1:36.60 |
| 2021 | Wakanaka           | Luca Maniezzi        | Diego Dettori       | Dettori S. - Macciò A.R. |         |
| 2022 | Swipe Up           | Claudio Colombi      | Endo Botti          | Scuderia Sagam           | 1:35,4  |
| 2023 | Shavasana          | Cristian Demuro      | Stefano Botti       | Mario Sansoni            | 1:37,67 |
| 2024 | Beenham            | Germano Marcelli     | Fabio Boccardelli   | Matteo Belluscio         | 1:36,1  |